# Manœuvre de Valsalva
Pour les articles homonymes, voir Valsalva.

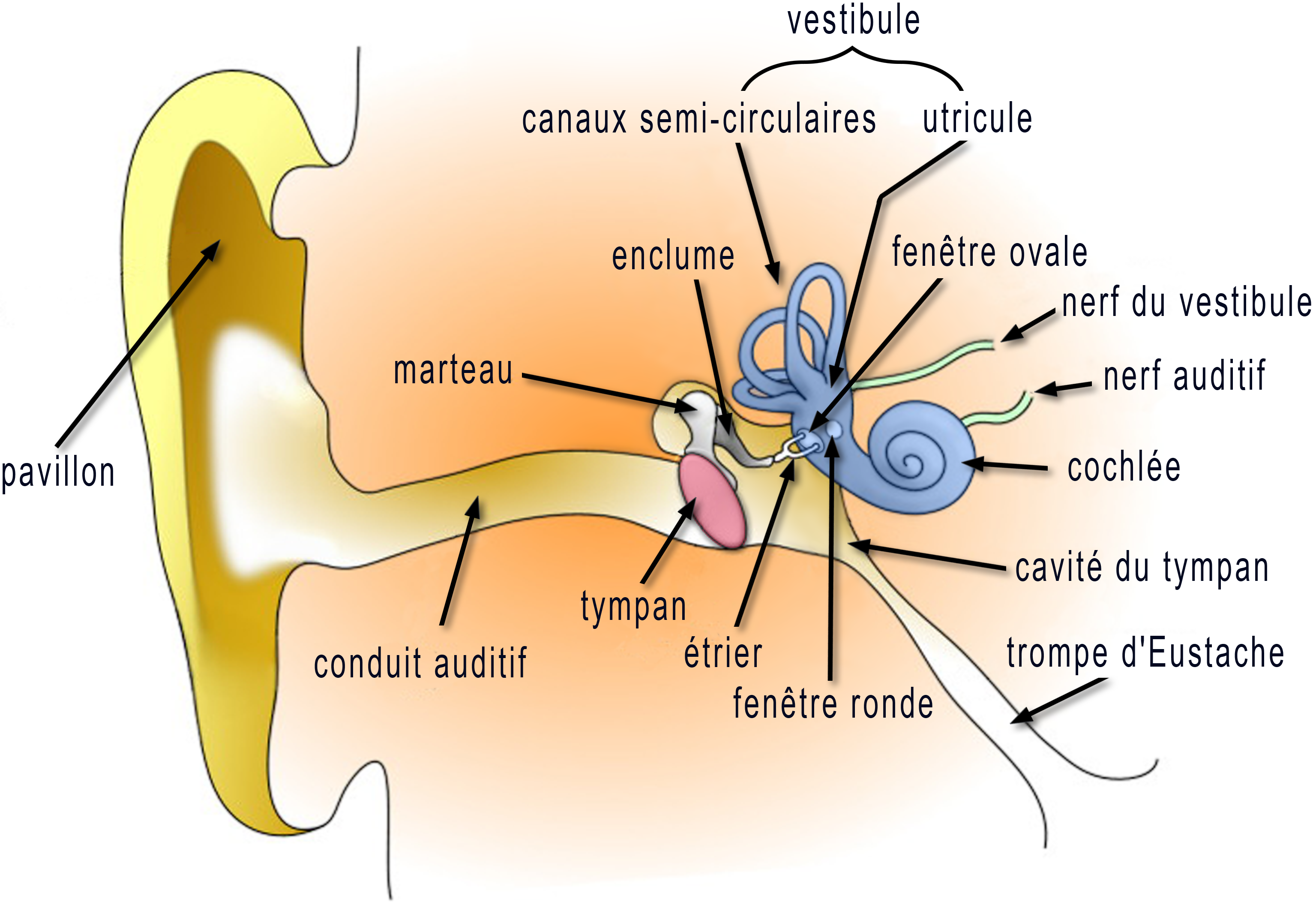
Oreille humaine.

La manœuvre de Valsalva, du nom de son inventeur Antonio Maria Valsalva (1666-1723), est une manœuvre d'équilibrage permettant d'équilibrer la pression entre l'oreille externe et l'oreille moyenne, par exemple lors d'une plongée sous-marine.
La manœuvre de Valsalva est décrite pour la première fois dans De aure humana de Antonio Maria Valsalva, publié en 1704. Initialement, cette technique est utilisée pour évacuer du pus, chez certains patients, après avoir percé le tympan par paracentèse.
Cette manœuvre consiste à rétablir de force l'équilibre entre la pression extérieure (pression de l'eau par exemple dans le cas d'un plongeur) et la pression intérieure de l'oreille moyenne en insufflant de l'air par le biais des trompes d'Eustache. Elle est relativement traumatisante pour les tissus et notamment les tympans. Il est donc recommandé d'éviter de l'effectuer de manière trop fréquente ou trop violente, surtout si on ne la maîtrise pas correctement.
On risque un barotraumatisme important de l'oreille si l'on pratique la manœuvre de Valsalva pendant la remontée en plongée (il faudrait faire une manœuvre inverse, comme la manœuvre de Toynbee). De plus, la légère surpression pulmonaire exercée avec cette méthode d'équilibrage peut, chez certains plongeurs, provoquer une ouverture du foramen ovale perméable. Ceci a pour conséquence que du sang encore saturé en azote retourne directement dans le système sanguin et augmente le risque d'accident de décompression.

## Méthode

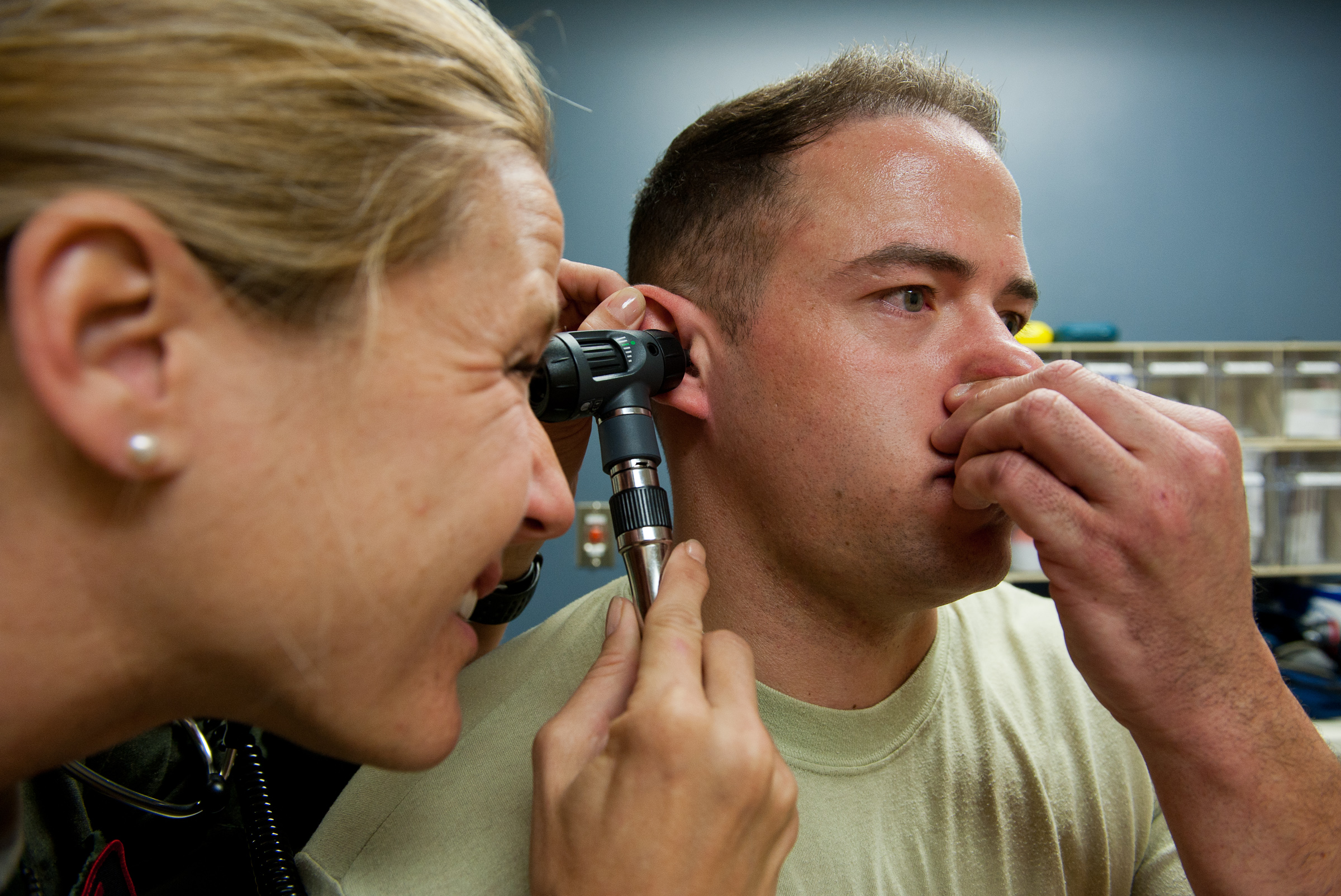
Manœuvre de Valsalva avec surveillance de l'oreille.

Prendre sa respiration, se boucher le nez, fermer la bouche et faire monter la pression pulmonaire jusqu'à ce que les trompes d'Eustache s'ouvrent et que les tympans se rééquilibrent, produisant un petit claquement dans les oreilles.
L'idéal est de ne pas se pincer le nez (création d'une pression supplémentaire), mais d'appliquer la pulpe de l'index sur une narine et la pulpe du pouce sur l'autre.
Pendant la manœuvre, on peut faciliter l'ouverture des trompes d'Eustache en déglutissant (avalant sa salive) ou en mimant une déglutition.
Cette méthode doit être utilisée de manière douce afin d'éviter les risques de coups de pistons qui seraient traumatisants pour l'oreille.
Physiologiquement, la manœuvre augmente la pression intrathoracique, la pression veineuse et ralentit transitoirement la fréquence cardiaque.

## Utilisation en plongée
Le plongeur effectue cette manœuvre tout particulièrement lors des premiers mètres et ensuite régulièrement durant toute la phase de descente, et ce, afin de compenser l'augmentation de pression due au poids de l'eau.

 Il ne faut jamais atteindre le stade de la douleur !
Lors de la remontée, à condition qu'elle ne soit pas trop rapide, l'excès d'air parvient toujours à s'évacuer spontanément et ne nécessite pas de geste spécifique. La Valsalva est donc à proscrire à la remontée. Elle peut créer un barotraumatisme de l'oreille interne avec risque de surdité, une surpression pulmonaire ou encore un accident de décompression avec conséquences neurologiques graves si des bulles d'azote passent d'un côté du cœur à l'autre et gagnent directement la circulation artérielle en évitant les poumons (voir la pathologie du foramen ovale en plongée aggravée par les manœuvres de Valsalva).

## Utilisation en aviation
En aviation et activités impliquant un changement rapide d'altitude (ex. : téléphérique), la manœuvre de Valsalva est nécessaire lors de la descente, car la caisse du tympan se trouve alors en dépression, et elle a du mal à se remplir d'air dans ces circonstances.

## Utilisation en médecine
Elle peut être utilisée pour tenter de réduire certains troubles du rythme cardiaque, notamment dans le cas de la maladie de Bouveret. La qualité de la manœuvre peut être testée par l'expiration sur un manomètre, le but étant de dépasser 40 mmHg. Une manœuvre modifiée, réalisée en position demi-assise puis passage en position allongée avec surélévation des jambes en toute fin de l'expiration, augmente sensiblement le taux de réussite sur les troubles du rythme.
Une autre indication de l'utilisation de la manœuvre de Valsalva, est l'enlèvement d'un cathéter de voie veineuse centrale jugulaire ou sous-clavière, afin d'élever la pression veineuse et éviter la pénétration d'air dans la veine pouvant provoquer une embolie gazeuse.
La manœuvre est également utilisée pour la recherche d'un foramen ovale perméable, l'augmentation de la pression veineuse pouvant faciliter le passage de micro bulles entre l'atrium droite et gauche, détecté par une échocardiographie ou une échographie transœsophagienne.
On peut également demander au patient de réaliser une manœuvre de Valsalva afin d'augmenter sa pression intra-abdominale, dans le but de mettre en évidence une varicocèle, ou une hernie abdominale.
En odontostomatologie, c'est une technique faite en bouche ouverte pour la mise en évidence d'une communication entre le sinus maxillaire et la cavité buccale. Qui peut être provoquée par une extraction d'une dent antrale.

## Échecs
Lors d'une plongée, un échec de la manœuvre peut survenir en cas de descente rapide, si les trompes d'Eustache sont obturées ou  congestionnées. En cas de prédisposition connue, de rhume ou autre inflammation de la région ORL, il est préconisé d'effectuer la manœuvre dès le début de la descente et de la répéter régulièrement sans attendre l'apparition d'une sensation désagréable. Un échec peut conduire à une otite barotraumatique.
En cas d'échec, il faut interrompre la descente, remonter légèrement pour se trouver en présence d'une pression extérieure moindre, jusqu'à ce que les oreilles passent (succès de la manœuvre) auquel cas on peut reprendre la descente en augmentant la fréquence des manœuvres, voire maintenir la surpression durant la descente.